# 大橋秀行
大橋 秀行（おおはし ひでゆき、1965年3月8日 - ）は、日本の元プロボクサー。神奈川県横浜市出身。大橋ボクシングジム会長。元WBA・WBC世界ミニマム級王者。
兄の大橋克行もプロボクサー。現役時代はヨネクラボクシングジム所属。東日本ボクシング協会会長を2007年4月から2016年3月まで務め、これと兼務する形でJPBA会長も2010年4月から2016年3月まで務めた。2013年からはJBC理事も務める。

## 来歴
保土ヶ谷中学時代から地元の協栄河合ジム（現・神奈川渥美ボクシングジム）に所属し、学歴は横浜高等学校（海藤晃の指導を受け、2年生でインターハイ・モスキート級制覇）〜専修大学中退（1年生でロス五輪予選を兼ねた全日本選手権出場も黒岩守に敗れ五輪を逃す）。
「150年に一人の天才」と評されたカウンターパンチャーでストロー級でありながら「ライト級に匹敵する」と言われたる軽量級とは思えない強打と巧みなインファイトが武器で、特にボディブローは絶大な威力を誇っていた。ミニマム級・ライトフライ級で活躍し、1990年にWBC世界ミニマム級王者、1992年にWBA世界同級王者となった。その一方で張正九、リカルド・ロペスなど、その当時に最強を謳われた強豪を日本に招聘して世界戦を行った。
1985年2月12日、プロデビュー。キャッチフレーズは「150年に1人の天才（具志堅用高の100年に1人の天才を超えるという意味）」。協栄河合ジムの先輩だった花形進が立ち上げたばかりのMI花形ジムからデビューする予定だったが、米倉健司のスカウトを受け、花形の勧めもあり、ヨネクラジムからのデビューとなった。
1986年6月23日、6戦目で日本王座初挑戦。空位のライトフライ級王座を野島嘉章と争い、10回判定勝ち。王座獲得に成功（1度も防衛することなく王座返上）。
1986年12月14日、続く7戦目で世界初挑戦。敵地でWBC世界ライトフライ級王者張正九（韓国）に挑むが、5回TKO負けで王座獲得ならず。
1988年1月11日、日本王座再挑戦。ライトフライ級王者喜友名朝博に挑み、10回判定勝ち。1年半ぶりの王座返り咲きを果たす（1度も防衛することなく王座返上）。
1988年6月27日、世界再挑戦。後楽園ホールで張正九に再度挑む。3回、3度のダウンを奪われた直後、右の強打をアゴにクリーンヒットさせ、王者を大きくグラつかせたものの追撃及ばず。結局、その後4度のダウンを追加された末の8回TKO負けでまたしても世界王座獲得ならず。
1990年2月7日、階級を1つ下げ、ミニマム級での世界挑戦。後楽園ホールでWBC世界同級王者崔漸煥（韓国）に挑む。当時、日本ボクシング界は1988年11月13日に井岡弘樹がナパ・キャットワンチャイ（タイ）に敗れ、WBC世界ミニマム級王座から陥落して以降、世界王者不在の状態が続いており、国内ジム所属選手の世界挑戦連続失敗回数も「21」にまで伸びていた。それだけに、「日本ボクシング界最後の切り札」としてこの日の大橋に懸けられた期待は非常に大きかった。試合は一進一退の攻防に終始。そして、迎えた9回、左のボディブローで王者からダウンを奪う。辛くも立ち上がった王者に対し、さらなる追撃を浴びせ、最後は再び左のボディブローでダウンを奪い、そのまま10カウント。この瞬間、世界挑戦連続失敗記録にストップがかかり、日本ボクシング界に1年3か月ぶりの世界王者が誕生した。久しぶりの世界王者誕生に会場からは「万歳！」の声が何度も響き、当の本人も「自分が勝ったことよりも世界挑戦連続失敗記録にストップを掛けられたことが嬉しい」と喜びを爆発させた。
1990年6月8日、初防衛戦。井岡から王座を奪った元王者ナパと対戦し、ダウンを1度奪った末の12回判定勝ち。
1990年10月25日、2度目の防衛戦。アマ・プロ通じて66戦無敗のリカルド・ロペス（メキシコ）と対戦したが、4回と5回に計3度のダウンを奪われた末の5回TKO負け。8か月半で世界王座を手放した（なお、この日の大橋は38度台後半の高熱を出しており、体調不良の状態でリングに上がっていた）。
ロペス戦後、一時は引退も示唆したが、ロペスへの雪辱を期し、1991年に再起。
ロペスとの再戦は実現しなかったものの、1992年10月14日、ロペス戦以来2年ぶりの世界戦。両国国技館でWBA世界ミニマム級王者崔煕庸（韓国）に挑む。ロペス同様、無敗の王者と積極果敢に打ち合い、12回判定勝ち。世界王座返り咲きを果たした。
1993年2月10日、初防衛戦。東京体育館で無敗の指名挑戦者チャナ・ポーパオイン（タイ）と対戦するも、12回判定負けを喫し王座陥落。試合後、一時は現役続行の意思を示すも、その後眼疾が発覚し、最終的には引退を決断。
初の世界王座獲得から4年後の1994年2月7日に引退表明とジム開設の記者会見を行った。
1994年2月引退。引退後はテレビ朝日「エキサイトボクシング」解説者を経て、現在は「大橋ボクシングジム」の会長。5人の世界王者（川嶋勝重＝WBCスーパーフライ級、八重樫東＝WBAミニマム級・WBCフライ級・IBFライトフライ級、宮尾綾香=WBA女子アトム級、井上尚弥=WBCライトフライ級・WBOスーパーフライ級・4団体(WBA・WBC・IBF・WBO)統一バンタム級・4団体(WBA・WBC・IBF・WBO)統一世界スーパーバンタム級、井上拓真=WBCバンタム級(暫定)・WBAバンタム級）を輩出している。2007年1月3日開催の「ボクシング・グランプリ2007」にて日本代表の総監督を務めた。
東日本協会会長就任後、日本プロボクシング改革路線を掲げ、積極的に動いている。女子の解禁やスーパーミドル級以上のランキング創設（このうちヘビー級のみ復活）などをボクシング界に働きかけ、実現に至らせた。日本協会会長就任に当たり、「プロボクシング・世界チャンピオン会」発足を提案。プロアマ問題の解決や「日本ボクシング殿堂」の実現へ向けての活動も行っている。

## 戦績
- プロボクシング：24戦 19勝 (12KO) 5敗

| 戦           | 日付           | 勝敗 | 時間    | 内容    | 対戦相手                 | 国籍       | 備考                                |
| ------------ | -------------- | ---- | ------- | ------- | ------------------------ | ---------- | ----------------------------------- |
| 1            | 1985年2月12日  | ☆    | 1R 2:25 | KO      | 相方将克（西遠）         | 日本       | プロデビュー戦                      |
| 2            | 1985年5月7日   | ☆    | 8R      | 判定3-0 | 長内秀人（協栄）         | 日本       |                                     |
| 3            | 1985年8月27日  | ☆    | 1R 2:47 | KO      | 倉持正（角海老宝石）     | 日本       |                                     |
| 4            | 1985年12月3日  | ☆    | 3R 1:03 | KO      | 田中正人（金子）         | 日本       |                                     |
| 5            | 1986年3月20日  | ★    | 10R     | 判定0-3 | キム・ボンジュン         | 韓国       |                                     |
| 6            | 1986年6月23日  | ☆    | 10R     | 判定3-0 | 野島嘉章（ピストン堀口） | 日本       | 日本ライトフライ級王座決定戦        |
| 7            | 1986年12月14日 | ★    | 5R 1:55 | TKO     | 張正九                   | 韓国       | WBC世界ライトフライ級タイトルマッチ |
| 8            | 1987年4月7日   | ☆    | 3R 1:54 | KO      | 田中正人（金子）         | 日本       |                                     |
| 9            | 1987年9月8日   | ☆    | 10R     | 判定3-0 | 桜井靖高（多寿満）       | 日本       |                                     |
| 10           | 1988年1月11日  | ☆    | 10R     | 判定3-0 | 喜友名朝博（協栄）       | 日本       | 日本ライトフライ級タイトルマッチ    |
| 11           | 1988年6月27日  | ★    | 8R 1:47 | TKO     | 張正九                   | 韓国       | WBC世界ライトフライ級タイトルマッチ |
| 12           | 1988年10月18日 | ☆    | 3R 2:29 | KO      | ロミー・セニザ           | フィリピン |                                     |
| 13           | 1989年3月7日   | ☆    | 2R 2:10 | KO      | ジョエル・レヴィラ       | フィリピン |                                     |
| 14           | 1989年4月25日  | ☆    | 7R 1:40 | TKO     | イ・ジェマン             | 韓国       |                                     |
| 15           | 1989年10月3日  | ☆    | 2R 2:49 | KO      | ボーイ・エミリア         | フィリピン |                                     |
| 16           | 1990年2月7日   | ☆    | 9R 2:11 | KO      | 崔漸煥                   | 韓国       | WBC世界ミニマム級タイトルマッチ     |
| 17           | 1990年6月8日   | ☆    | 12R     | 判定3-0 | ナパ・キャットワンチャイ | タイ       | WBC防衛1                            |
| 18           | 1990年10月25日 | ★    | 5R 2:00 | TKO     | リカルド・ロペス         | メキシコ   | WBC陥落                             |
| 19           | 1991年4月23日  | ☆    | 7R 1:10 | KO      | ジュリアス・プラナス     | フィリピン |                                     |
| 20           | 1991年8月20日  | ☆    | 5R 1:19 | KO      | リコ・マカウボス         | フィリピン |                                     |
| 21           | 1991年12月17日 | ☆    | 10R     | 判定3-0 | 黄仁奎                   | 韓国       |                                     |
| 22           | 1992年6月2日   | ☆    | 6R 2:01 | KO      | ジョー・コンスタンチノ   | フィリピン |                                     |
| 23           | 1992年10月14日 | ☆    | 12R     | 判定3-0 | 崔熙墉                   | 韓国       | WBA世界ミニマム級タイトルマッチ     |
| 24           | 1993年2月10日  | ★    | 12R     | 判定0-2 | チャナ・ポーパオイン     | タイ       | WBA陥落                             |
| テンプレート |                |      |         |         |                          |            |                                     |

## 獲得タイトル
プロ
- 日本ライトフライ級王座（1期目: 防衛0、2期目: 防衛0）
- WBC世界ミニマム級王座（防衛1）
- WBA世界ミニマム級王座（防衛0）

## アマチュアボクシング界との関わり
学生時代にアマチュアボクシングで活躍したため、アマチュアへの理解も深く、大橋ジムは日本ボクシング連盟にも加盟してアマチュアの指導も行っている。また、アマチュア界の名指導者として、多くのプロ選手を輩出し、自身もプロに理解のある山根明の日本アマチュア連盟副会長就任パーティーの席上で握手を交わしており、山根が連盟の会長になった2011年からアマチュアの選手がプロボクシングジムでトレーニングやスパーリングを行うなど積極的な交流が行われている。